# Chemnitz (rivière)
Pour les articles homonymes, voir Chemnitz (homonymie).
La Chemnitz est une rivière allemande d'une longueur de 76,5 km qui coule dans le land de la Saxe. Elle est un affluent de la Zwickauer Mulde dans le bassin de l'Elbe.